# Ahora Repúblicas
Ahora Repúblicas (en français : Maintenant, les Républiques) est une coalition électorale espagnole de gauche constituée dans la perspective des élections européennes du 26 mai 2019.

## Fondation
Le 29 octobre 2018, la Gauche républicaine de Catalogne (ERC) désigne son président Oriol Junqueras — en détention préventive dans le cadre du procès relatif à l'organisation du référendum d'indépendance de la Catalogne du 1er octobre 2017 — tête de liste aux élections européennes du 26 mai 2019 et écarte toute idée d'une liste unique du mouvement indépendantiste catalan. Il s'entend le mois suivant avec Euskal Herria Bildu (Bildu) et le Bloc nationaliste galicien (BNG) en vue de rééditer une alliance semblable à l'Europe des Peuples, constituée en 2009 entre ERC, le BNG et plusieurs partis ayant depuis formé la coalition Bildu et qui avait permis à Junqueras d'entrer au Parlement européen.
Les trois formations s'accordent en janvier 2019 pour donner à leur coalition le nom de « Ahora Repúblicas » (en catalan : Ara Repúbliques, en basque : Orain Errepublikak et en galicien : Agora Repúblicas). Bien qu'il soit prévu que la campagne se concentre essentiellement en Catalogne, au Pays basque, en Navarre et en Galice, l'alliance cherchera à remporter des suffrages en dehors de ces communautés autonomes sur un message clairement républicain et de gauche. Le cartel électoral est officiellement présenté le 20 février suivant à Madrid, en présence du président du Parlement catalan Roger Torrent, le porte-parole d'ERC au Congrès des députés Joan Tardà, la députée Marian Beitialarrangoitia et le sénateur de Bildu Jon Iñarritu, et la députée européenne du BNG Ana Miranda.
L'Alliance libre européenne (ALE) indique le 7 mars que Junqueras sera son candidat à la présidence de la Commission européenne. C'est la première fois que ce parti, associé aux écologistes au Parlement européen, désigne un chef de file électoral.

## Partis membres
| Force politique | Force politique                                                         | Force politique | Chef de file    | Parti européen | Parti européen            |
| --------------- | ----------------------------------------------------------------------- | --------------- | --------------- | -------------- | ------------------------- |
|                 | Gauche républicaine de Catalogne (ca) Esquerra Republicana de Catalunya | ERC             | Oriol Junqueras |                | Alliance libre européenne |
|                 | Réunir le Pays basque (eu) Euskal Herria Bildu                          | Bildu           | Arnaldo Otegi   |                | Aucun                     |
|                 | Bloc nationaliste galicien (gl) Bloque Nacionalista Galego              | BNG             | Ana Pontón      |                | Alliance libre européenne |

## Résultats électoraux
Lors des élections européennes de 2019, la coalition remporte 1 257 484 voix soit 5,61 % et obtient trois sièges de députés pour Pernando Barrena, Oriol Junqueras et Diana Riba.
Pour les élections européennes de 2024, les trois partis se représentent sous la même étiquette. Ils sont rejoints par Ara Més (es), formation des Baléares, les communistes de Catalogne et des indépendants. La liste est dirigée par Diana Riba et comprend le météorologue Tomàs Molina i Bosch.

### Parlement européen
| Année | %    | Sièges | Position |
| ----- | ---- | ------ | -------- |
| 2019  | 5,61 | 3 / 59 | 6e       |
| 2024  | 4,91 | 3 / 61 | 4e       |